# Takashi Hiraide

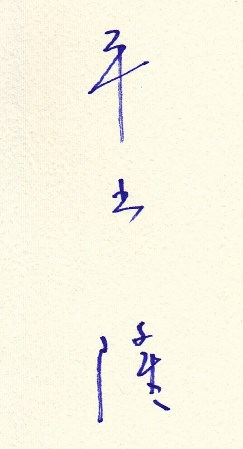
Unterschrift „Hiraide Takashi“

Takashi Hiraide (japanisch 平出 隆, Hiraide Takashi; * 21. November 1950 in Moji, jetzt Stadtteil von Kitakyūshū, Präfektur Fukuoka) ist ein japanischer Lyriker und Schriftsteller.

## Leben
Nach Absolvierung der Oberschule in Kokura nahm Hiraide sein Studium an der Hitotsubashi-Universität in Tokyo auf, das er 1976 abschloss. Während des Studiums publizierte er die Gedichtsammlung „Die Braut“ in dem bekannten Literaturmagazin Yuriika (Eureka). 1974 gründete er mit Inagawa Masato und seiner späteren Frau Kawano Michiyo den Verlag Shoki shorin, in dem er mehrere Gedichtbände publizierte.
1978 trat er in den Verlag Kawade Shobo (heute: ~ Shinsha) ein und arbeitete mit an der Herausgabe des Magazins Bungei. Er betreute unter anderem die Schriftsteller Shibusawa Tatsuhiko (1928–1987) und den Kikuchi-Kan-Preisträger Kawasaki Chōtarō (1901–1985).
1985 wurde er zum International Writing Programm der Iowa State University eingeladen und hielt sich drei Monate in den USA auf. 1987 verließ der Kawade Shobo. 1990 nahm er seine Lehrtätigkeit an der Kunsthochschule Tama auf, an der er seit 1998 als Professor (Faculty of Art and Design, Department of Art Science) tätig ist. Er ist zugleich Kernmitglied des dortigen Institute for Art Anthropology.
1995 hielt er einen Vortrag anlässlich einer von Udo Kittelmann organisierten Präsentation des japanischen Künstlers On Kawara „Erscheinen – Verschwinden“ im Kölnischen Kunstverein. 1998 folgte eine Einladung an die Freie Universität Berlin, wo er im Japanologischen Seminar ein Jahr Vorlesungen über Poesie der Gegenwart hielt. Die Beobachtungen dieses Jahres finden sich in den „Berliner Momenten“.
2005 wurde Hiraide eingeladen zu dem Internationalen literarischen Kulturtag „Sprachsalz“ in Hall in Tirol, wo er als eine Art Ziehsohn des Nobelpreisträgers Kenzaburo Oe eingeführt wurde.

### Sonstiges
Hiraide ist bekannt als Katzenfreund. Zudem hat er Baseball zum Thema einiger Bücher gemacht.

## Werke
Hiraide veröffentlichte seit seiner Studienzeit Gedichtbände, Erzählungen, Reiseberichte und Essays. Der Vortrag „Die Revolution des Augenblicks. On Kawara als Sprache“, den er 1995 in Köln hielt, wurde auf Japanisch und Deutsch publiziert in
- Udo Kittelmann (Hrsg.): „On Kawara. Erscheinen – Verschwinden.“ Kölnischer Kunstverein / Japanisches Kulturinstitut, 1995.

### Werke mit Auszeichnungen
- 1982 Die poetischen Notizen 『胡桃の戦意のために』 – etwa: „Für den Kampfgeist einer Walnuss“[Anm. 1]: „Förderpreis des Kultusministers“ (芸術選奨文部大臣新人賞).[1]
- 1984 Die Erzählung 『若い整骨師の肖像』 – etwa: „Bildnis eines jungen Orthopäden“: „Förderpreis des Kultusministers“ (芸術選奨新人賞).
- 1994 Bürgerkulturpreis der Stadt Kitakyūshū (北九州市民文化賞) und für die Sammlung 『左手日記例言』 „Linkshändiges Tagebuch“: „Yomiuri-Literaturpreis“.[1]
- 2003 Die Erzählung 『猫の客』 – „Eine Katze als Gast“: „Kiyama-Shōhei-Literaturpreis“. Hiraide war in dem Jahr auch Kandidat für den „Mishima-Preis“).
- 2003 Die Aufzeichnungen 『ベルリンの瞬間』 – „Berliner Momente“: „Großen JTB-Preis für literarische Reiseberichte“ (JTB紀行文学大賞).
- 2004 Der Band über den Arzt und Dichter der Meiji-Zeit 『伊良子清白』 – „Irako Seihaku“: „Preis des Kultusministers“ (芸術選奨文部科学大臣賞 und auch für den selbst gestalteten Einband einen Preis des Wirtschaftsministers (造本装幀コンクール経済産業大臣賞) und für seine Verdienste um Irako den „42. Tōson Gedächtnis-Preis“ (第42回藤村記念歴程賞).
- 2008 Die Gedichtsammlung „Für den Kampfgeist einer Walnuss“: siehe unten.

In den „Berliner Momenten“, die in Form eines Tagebuchs, nach Monaten und Tagen gegliedert sind, hielt Hiraide Eindrücke aus dem Berliner Jahr fest. Er skizziert Ortsteile der Stadt, beobachtet Menschen unterwegs und in seiner direkten Umgebung. Einige Personen werden sich (gelegentlich mit Namen genannt) wiederfinden können. Dichter und Schriftsteller der jüngeren Vergangenheit beschäftigen ihn, so Franz Kafka, auf dessen Spuren er sich in Prag und in Berlin begibt, Benjamin, Celan. „Vergangenheitsbewältigung“ ist ein Stichwort, mit dem er sich beschäftigt. Weiter finden sich Reisenotizen u. a. zu Dresden, Warschau, Prag und Paris.

### Übersetzungen ins Deutsche
- Der Gast im Garten (猫の客, 河出書房新社, 2001), übersetzt von Ursula Gräfe. Insel Verlag, 2015. ISBN 978-3-458-17626-8.

### Übersetzungen in andere Sprachen
- For the Fighting Spirit of the Walnut, (『胡桃の戦意のために』), Originaltext und Übersetzung ins Englische von Sawako Nakayasu (New Directions, New York, U.S.A. 2008), wurde 2009 ausgezeichnet mit „Best Translated Book Award for Poetry“.
- Le Chat qui venait du ciel, (猫の客, 河出書房新社, 2001) übersetzt ins Französische von Elisabeth Suetsugu (Editions Philippe Picquier, Frankreich 2004)[3],
- Il gatto venuto dal cielo, übersetzt ins Italienische von Laura Testaverde (Einaudi editore, 2015)
- Postcards to Donald Evans, (葉書でドナルド・エヴァンズに, 作品社, 2001) übersetzt ins Englische von Tomoyuki Iino (Tibor de Nagy Editions, New York, USA, 2003)